# Pa de pagès
Il pa de pagès (in catalano, letteralmente "pane del contadino", pronunciato [ˈpa ðə pəˈʒɛs]) è un tipo di pane tipico dei Paesi catalani, in particolare della Catalogna.
Dal febbraio 2013, il pa de pagès prodotto in Catalogna è certificato con l’Indicazione Geografica Protetta (IGP) con il numero di registrazione PGI-ES-0880.
Di solito si utilizza per preparare il pa amb tomàquet e il pa amb oli, tipici rispettivamente della Catalogna e delle Isole Baleari.

## Caratteristiche
È elaborato artigianalmente e viene cotto su pietra refrattaria in un forno. Ha un contenuto di grassi inferiore a quello del pane comune, e la sua crosta è più spessa, permettendo alla mollica di conservarsi morbida per più tempo. La sua forma è rotonda, e di solito viene venduto in formati da 250 g, mezzo chilo o due chili, e si può acquistare sia intero che a fette.

## Nome
Si ritiene che il nome pa de pagès abbia avuto origine a Barcellona alla fine del XIX secolo e all’inizio del XX, durante l’esodo rurale. Si pensa che i panettieri abbiano iniziato a chiamare il pane rotondo tradizionale catalano pa de pagès per differenziarlo dei pani industriali che stavano diventando popolari all’epoca.